# Csaba Hende
Csaba Hende (ur. 5 lutego 1960 w Szombathely) – węgierski prawnik i polityk, od 2010 do 2015 minister obrony w drugim i trzecim rządzie Viktora Orbána.

## Życiorys
W 1983 ukończył studia prawnicze na Uniwersytecie im. Loránda Eötvösa w Budapeszcie, po czym praktykował jako prawnik w rodzinnym Szombathely. Od 1988 należał do Węgierskiego Forum Demokratycznego. W 1991 rozpoczął pracę w administracji rządowej. W okresie rządów socjalliberalnych (1994–1998) powrócił do wykonywania zawodu prawnika w Szombathely. W pierwszym rządzie Viktora Orbána pełnił funkcję sekretarza stanu w Ministerstwie Sprawiedliwości. Na początku XXI wieku sprawował wysokie funkcje partyjne w MDF (m.in. wiceprzewodniczącego). W 2002 z listy tej partii został wybrany na posła do Zgromadzenia Narodowego, w 2004 przeszedł do Fideszu. W 2006, 2010, 2014, 2018 i 2022 uzyskiwał parlamentarną reelekcję.
29 maja 2010 objął funkcję ministra obrony w drugim rządzie Viktora Orbána. Utrzymał to stanowisko w powołanym 6 czerwca 2014 trzecim gabinecie tegoż premiera. Podał się do dymisji 7 września 2015 w trakcie kryzysu migracyjnego.